# Liste bekannter Waldviertler
Die Liste bekannter Waldviertler gibt eine Übersicht von im Waldviertel geborenen, lebenden oder durch ihren Lebenslauf mit dem Waldviertel verbundener Persönlichkeiten. Das Waldviertel oder Viertel ober dem Manhartsberg (im 18. und 19. Jahrhundert oft abgekürzt mit V.O.M.B.) ist eine der vier historischen Regionen Niederösterreichs. Es wird im Süden von der Donau, im Südwesten von Oberösterreich, im Nordwesten und Norden von Tschechien und im Osten vom Manhartsberg begrenzt. 

## A
- Josef Allram (1860–1941), Heimatdichter
- Anton Anderl (1909–1988), Politiker (SPÖ)
- Christian Anderl (* 1975), Radiomoderator
- Iris Andraschek-Holzer (* 1963), bildende Künstlerin
- Konrad Antoni (* 1964), Politiker (SPÖ)

## B
- Margarete von Babenberg (1204–1266), Königin von Böhmen und Herzogin von Österreich
- Christoph Baumgartner (* 1999), Fußballspieler
- Florian Berndl (1856–1934), Naturheilkundler
- Imma von Bodmershof (1895–1982), Schriftstellerin
- Herbert Breiteneder (1953–2008), Rennfahrer
- Karl Brunner (1889–1964), Politiker (ÖVP) und Widerstandskämpfer
- Honorius Burger (1788–1878), Benediktinerpater und Historiker

## D
- Hans Denk (1942–2019), „Weinpfarrer“

## E
- Gottfried von Einem (1918–1996), Komponist

## F
- Peter Florian (* 1964), Maler und Grafiker

## G
- Richard Gach (1930–1991), Architekt, Aquarellist und Zeichner
- Bernhard Görg (* 1942), ehemaliger Politiker und Manager
- Eunike Grahofer (* 1975), zertifizierte Kräuterpädagogin, Autorin und Ethnobotanikerin
- Helmuth Gräff (* 1958), akademischer Maler, Dichter
- Werner Groiß (* 1968), Politiker, Unternehmer

## H
- Andreas Haider-Maurer (* 1987), Tennisspieler
- Robert Hamerling (1830–1889), Dichter und Schriftsteller
- Josef Haslinger (* 5. Juli 1955), Schriftsteller
- Alois Hitler (1837–1903), Vater Adolf Hitlers
- Klara Hitler (1860–1907), Mutter Adolf Hitlers
- Anna Holzer (1871–1952), Politikerin (CSP)
- Hans Hoyos-Sprinzenstein (1923–2010), österreichischer Adeliger und Großgrundbesitzer, Besitzer von Schloss Horn
- Johann Ernst Graf Hoyos von Sprinzenstein (1779–1849), österreichischer Adeliger

## I
- Lotte Ingrisch (1930–2022), Schriftstellerin

## J
- Christoph Jank (* 14. Oktober 1973), Fußballspieler

## K
- Laura Kamhuber (* 1999), Sängerin
- Günter Kerbler (* 1955), Investor und Manager
- Amand Körner (* 1940), Heimatforscher
- Anna Körner (1919–2007), Politikerin (SPÖ)
- Karl Krejci-Graf (1898–1986), Geochemiker und Geologe

## M
- Hermann Maurer (* 1948), Prähistoriker
- Jürgen Maier (* 1974), österreichischer Politiker
- Florian Metz (* 1985), Fußballspieler
- Johann Michael Puchberg (1741–1822), Tuchhändler, Förderer und Nachlassverwalter Mozarts
- Margareta Mommsen (* 1938), Politikwissenschaftlerin
- Clemens Moser (1806–1875), Benediktiner und Politiker

## N
- Leopold Nagel (1818–1895), Bürgermeister von Klagenfurt
- Josef Newerkla (* 1948), Autor und Theaterregisseur
- Nikolaus Newerkla (* 1974), Musiker und Leiter des Quadriga Consort
- Stefan Michael Newerkla (* 1972), Sprachwissenschaftler und Slawist
- Walter Nowotny (1920–1944), Kampfpilot im Zweiten Weltkrieg

## P
- Rudolf Parnigoni (* 1948), Politiker (SPÖ)
- Alfred Pauser (1930–2022), Tragwerksplaner und Brückenbauer
- Michael Pilz (* 1943), Regisseur, Produzent und Drehbuchautor
- Franz Pischinger (* 1930), Maschinenbauer

## R
- Peter Ratzenbeck (* 1955), Gitarrist
- Ricarda Reinisch-Zielinski (* 1954), Fernsehmoderatorin des ORF
- Franz Riel (1895–1952), österreichischer Politiker
- Peter Rosmanith (* 1956), Jazzperkussionist
- Kurt Ruso (* 1937), Versicherungsfachmann

## S
- Thomas Sautner (* 1970), Maler und Schriftsteller
- David Schalko (* 1973), Regisseur und Autor
- Moriz Schadek (1840–1928), Heimatdichter
- Edgar Schober (1926–2016), Politiker (ÖVP)
- Alfred Schöls (* 1951), österreichischer Politiker und Gewerkschafter
- Karl Scholz (1879–1957), bildender Künstler
- Godwin Schuster (* 1951), Politiker (SPÖ)
- Doris Schwaiger (* 1985), Beachvolleyball-Spielerin
- Stefanie Schwaiger (* 1986), Beachvolleyball-Spielerin
- Johannes Seld de Leubs (14./15. Jahrhundert), Theologe und Jurist
- Daniel Sikorski (* 1987), Fußballspieler
- Christoph Stathmion (1508–1585), Arzt, Astrologe und Kalendermacher

## V
- Irmie Vesselsky (* 1984), Musikerin

## W
- Linde Waber (* 1940), Grafikerin und Malerin
- Andrea Wagner (* 1984), Model
- Andreas Weber (* 1961), Schriftsteller
- Brigid Weinzinger (* 1962), Dolmetscherin, Umweltaktivistin und Politikerin (Die Grünen)
- Josef Wichner (1852–1923), Schriftsteller
- Leopold Widhalm (1722–1776), Geigenbauer
- Ernst Wimmer (1924–1991), Marxistischer Theoretiker, mit Ernst Fischer Chefideologe der KPÖ
- Moriz Winternitz (1863–1937), Indologe, Ethnologe, Professor für Sanskrit und Ethnologie in Prag
- Gernot Wolfgruber (* 1944), Schriftsteller
- Alfred Worm (1945–2007), Journalist
- Alexander Wurz (* 1974), Automobilrennfahrer

## Z
- Johann Georg Zechner (1716–1778), Organist und Komponist
- Alfred Zoff (1852–1927), Landschaftsmaler
- Birgit Zotz (* 1979), Ethnologin und Autorin